# Сарацини
Сарацѝни е прието в Европа през Средновековието и излязло по-късно от употреба название на арабите и други мюсюлмански народи, населявали Арабския халифат, наричан съответно Сарацинска империя.
Думата достига в Европа през Византия през Ранното средновековие и се отнася до арабските племена.. Произхожда (през гръцки) от арабската дума شرقيين („шаркиин“), означаваща източни хора. Използва се отчасти с презрителен оттенък.
Сарацин в християнските писания означава синове на Сара, което се счита за неправилно, но всъщност е базирано на библейската история. Това е народът потомък на съюза на Авраам не със законната му съпруга Сара, а с неговата слугиня, египтянката Агар. Свързването със Сара вероятно е резултат от тълкуването на раждането на Исмаил. Като слугиня на Сара, Агар ражда в „скута“ на господарката си Сара, за да се счете за неин син.

Библията, Битие 16:2 
| „ | Сарайя рече на Аврама: Виж сега, Господ не ми дава да раждам; моля ти се влез при слугинята ми; може би ще придобия чадо, чрез нея. И Аврам послуша това, което каза Сарайя. | “ |

Битие 16:11 
| „ | После ангелът Господен ѝ каза: Ето, ти си заченала, и ще родиш син; да го наименуваш Исмаил, защото Господ чу скръбта ти. 12 Той ще бъде между човеците, като див осел; ще дига ръката си против всекиго и всеки ще дига ръката си против него; и той ще живее независим от всичките си братя. | “ |

Битие 17:20 
| „ | И за Исмаила те послушах. Ето, благослових го, и ще го наплодя и преумножа; дванадесет племеначалници ще се родят от него, и ще го направя велик народ. | “ |

Правени са опити тази дума да се съпостави с арабски думи: шарук (изток или вятър на пустинята), шарк (обединени хора), шарика (общество, компания), шарк (грабеж, кражба).:с. 22.
Произходът от Агар е отразен и в наименованието „агарини“ (хагарини), оттам и изразът „агаряни“, ползван от българите по адрес на турците.
Арабите, наричани измаилтяни, маври, агаряни или сарацини, започват да се споменават в европейските летописи още през VII век. Най-ранното споменаване на сарацини е в документа „Doctrina Jacobi“, описващ арабското завладяване на Палестина. Към XII век сарацини е синоним на мюсюлмани в средновековната латинска литература. Думата постепенно отмира в епохата на Великите географски открития.